# Thil-Manneville
Thil-Manneville is een gemeente in het Franse departement Seine-Maritime (regio Normandië) en telt 513 inwoners (2005). De plaats maakt deel uit van het arrondissement Dieppe.

## Geografie
De oppervlakte van Thil-Manneville bedraagt 6,7 km², de bevolkingsdichtheid is 76,6 inwoners per km².
De onderstaande kaart toont de ligging van Thil-Manneville met de belangrijkste infrastructuur en aangrenzende gemeenten.

## Demografie
Onderstaande figuur toont het verloop van het inwonertal (bron: INSEE-tellingen).